# باري ويلكينسون
باري ويلكينسون (بالإنجليزية: Barry Wilkinson)‏ (16 يونيو 1936 في المملكة المتحدة - 1 مايو 2004) هو لاعب كرة قدم بريطاني في مركز نصف الجناح. لعب مع نادي بانغور سيتي ونادي ترانمير روفرز لكرة القدم ونادي ليفربول.